# Gimcheon
Gimcheon là một thành phố ở tỉnh Gyeongsang Bắc, Hàn Quốc. Thành phố này có diện tích 1009,5 km², dân số 150.000 người. Thành phố này nằm ở trên các tuyến giao thông giữa Seoul và Busan, đó là đường cao tốc Gyeongbu và tuyến Gyeongbu.

## Hành chính
Các khu vực ngoại vi Gimcheon được chia thành 14 myeon và 1 eup. Trung tâm thành phố được chia thành 7 dong.
- Apo-eup
- Bongsan-myeon
- Buhang-myeon
- Daedeok-myeon
- Daehang-myeon
- Eomo-myeon
- Gamcheon-myeon
- Gammun-myeon
- Gaeryeong-myeon
- Guseong-myeon
- Jirye-myeon
- Joma-myeon
- Jeungsan-myeon
- Nam-myeon
- Nongso-myeon
- Bugok-dong
- Daesin-dong
- Jijwa-dong
- Pyeonghwa-dong
- Seongam-dong
- Yanggeum-dong
- Yongam-dong

## Thành phố kết nghĩa
- Thành Đô, Trung Quốc
- Gangbuk, Hàn Quốc